# 如來藏學派
如來藏學派，佛教術語，大乘佛教派別之一，古稱如來藏緣起宗或法性宗，與中觀派、唯識派，形成大乘佛教的三大主流。此學派主要宣揚如來藏常住的學說，以《勝鬘經》為代表。宣揚如來藏思想的大乘佛典如《如來藏經》《不增不減經》《勝鬘經》《寶性論》合稱為如來藏學派的三經一論，而如來藏學說與唯識學說融合出如來藏唯識學說，以《楞伽經》和《密嚴經》為代表。漢傳大乘佛教以如來藏學派為主流。禪宗所言「本心」、「自性」，密宗所言「明光心」，皆為如來藏思想的展現。

## 學派概述
如來藏學派是個大型的綜合性宗派，其中擁有許多不同來源的思潮。其最重要的共通宗義，認為如來藏為本來具足的清淨本性，人人皆具足，與佛陀無異，常住不變。如來藏為輪迴的根本，眾生、生死皆由此而來，也是解脫涅槃的依據。
佛教研究者，一般相信，如來藏學派約在西元2世紀至3世紀時，在南印度興起，隨後擴展至全印度，成為大乘佛教後期的主流。如來藏學派與中觀、瑜伽二派之間，有極為緊密的互動，彼此相互影響。因為此派的論師與論書較少，在此派的論書中，又大量引用其他宗派教說，加以重述，來支持自身宗義，因此如來藏學派一度被隱藏在中觀與瑜伽兩大宗派之下，但現代佛教研究者目前皆已肯定這個學派有其獨到見解，將它分立為大乘佛教中的第三個宗派。
如來藏學派主張一切法空是不了義，以如來藏為「常樂我淨」為主要宗義。因其學派立場，如來藏學派常被中觀、瑜伽二派學者認定是真常論者、有我論者，在佛教內受到一些批評。瑜伽行唯識學派部份採納了如來藏學說。般若學派主張一切法空為了義，因此中觀派學者多認為如來藏為非了義說，反對如來藏實有，但也受到如來藏學派的許多影響。瑜伽行唯識學派與中觀學派的現代承襲者皆認為如來藏學派為不了義說。
如來藏學派長於融會貫通，其圓融的態度，長期在漢傳佛教中受到高度認同，深深影響了大乘佛教的發展。在唐武宗滅佛之後，受如來藏學派深刻影響的禪宗成為漢傳佛教的主流。
藏傳密宗中，無論是舊譯派的大圓滿傳承，或是新譯派的大手印傳承，都是以人人本具如來藏為教義核心。透過藏傳密宗的影響，如來藏學派也在藏傳佛教中立定根基。

## 如來藏教判

### 性相二宗所附
在北傳佛教的教判傳統中，自唐朝以降，一般而言，大乘佛教被區分為中觀、瑜伽兩大宗派，如來藏學說附屬於其一之下。

#### 漢傳佛教
在漢傳佛教傳統判教理論中，傳統上將大乘佛教分為空宗與有宗，或是法性宗和法相宗。這種分類法，大致上對應到中觀與瑜伽二宗。
傳統上認為法性宗為三論宗，般若學派或中觀學派；但事實上，漢傳佛教所理解的法性宗，其學說內容闡明法性是「真如隨緣為染淨之本」，就此根本宗義而言，其學說主要屬如來藏學派。
即使是法相宗，在漢傳佛教中，仍然是以偏向如來藏學派的見解為主流。

#### 藏傳佛教
藏傳佛教一般也將大乘佛教（顯宗）區分為中觀與瑜伽兩大系統，如來藏學派附屬在這兩大系統之下。然而他空思想將自空思想視為不了義，而其宗旨與如來藏相應。

### 獨立宗派
在漢傳佛教中，很早就有將如來藏學派分立為獨立宗派的見解。但將如來藏學派視為獨立學派，與中觀、唯識並立，這種三宗分立的見解，在傳統上局限於華嚴宗內，在漢傳佛教中不受重視。
唐朝賢首法藏在為堅慧《大乘法界無差別論》所做注疏中，認為大乘佛教在中觀與唯識之外，有馬鳴、堅慧所立如來藏緣起宗，這是文獻上最早將如來藏學派立為獨立學派的開端。其後繼者圭峰宗密將大乘佛教區分為三宗：法相宗（唯識）、破相宗（中觀）、法性宗，認為法性宗並不屬於空宗或中觀宗的範圍，並舉出十種差異，其所稱的法性宗，相當於賢首法藏所稱的如來藏緣起宗。永明延壽《宗鏡錄》也曾引述圭峰宗密的見解。
近代中國，受到日本佛教研究的影響，這種見解重新興起，如太虛大師，提出在大乘佛教之中，存在著以大乘佛教晚期集出的《楞嚴經》、《圓覺經》等為代表的第三個流派，源自南印度，重視如來藏真常不變。太虛大師晚年，將大乘佛教分為三宗：「法性空慧宗」、「法相唯識宗」、「法界圓覺宗」。印順法師將這三宗修改為「性空唯名系」、「虛妄唯識系」與「真常唯心系」。太虛法師提出的法界圓覺宗，以及印順法師所說真常唯心系，對應於現代佛教研究學界所稱如來藏學派。

### 現代佛教研究
受傳統見解影響，佛教研究者曾經普遍認為，大乘佛教只有中觀派與唯識派兩個主流。直到1931年，俄國學者E. Obermiller將藏文本《寶性論》（Uttaratantra）英譯出版，E. H. Johnston與H. W. Bailey於1935年在中亞發現了《寶性論》梵文殘卷，1950年Johnston校訂出版了完整版《寶性論》梵文寫本，在這三部文獻發行後，引起西方學者的注意，進而有了各種有關如來藏理論的論著出現。1956年，Enrich Frauwallner 論證說除中觀、瑜伽行之外，大乘佛教應有第三個主流，即如來藏學派。這個說法與日本佛教研究學界相合。
現代佛教研究界，普遍認同如來藏學派是大乘佛教第三個主流。

## 如來藏經典
在漢傳佛教譯經史上，與如來藏相關的經典，主要有《如來興顯經》、《大哀經》、《大方等如來藏經》、《大般泥洹經》、《大般涅槃經》、《大雲經》、《大法鼓經》、《央掘魔羅經》、《勝鬘師子吼一乘大方便方廣經》、《楞伽阿跋多羅寶經》、《寶積三昧文殊師利菩薩問法身經》、《如來莊嚴智慧光明入一切佛境界經》、《不增不減經》、《無上依經》、《勝天王般若波羅蜜經》、《大乘密嚴經》等。
屬於如來藏的論書，主要有《究竟一乘寶性論》、《佛性論》、《大乘法界無差別論》。
至於《楞嚴經》、《圓覺經》、《大乘起信論》，通常也被歸入如來藏系經典，但因為未發現梵文本，許多學者懷疑是在漢地造的，一般會歸入漢傳佛教中討論。
藏傳佛教覺囊派曾立如來藏十經，分別為《如來藏經》、《陀羅尼自在王請問經》、《大般涅槃經》、《利益指鬘經》、《勝鬘師子吼經》、《智光莊嚴經》、《無增減經》、《大法鼓經》、《入無分別陀羅尼經》、《解深密經》，印順法師認為這可以代表初期如來藏學派的學風，但他不認同將《解深密經》列為如來藏學派。

## 歷史考證
在如來藏系經典中，批評般若學派主張的一切法空為不了義。在戒賢和智光兩大論師建立的相互對立的三時教說法中，法相宗認為，釋迦牟尼成佛後，首先宣講小乘佛教，接著宣講般若系空宗經典，最後才闡明中道之教即唯識之教；法性宗則認為唯識是第二時教，中觀是第三時究竟之教。據此，學術界認為，如來藏學派的歷史源起較晚，如來藏學派出現的年代，應晚於般若經成書之後。

### 淵源
現代佛教研究者認為，如來藏思想，是融合許多思潮之後產生的，並對其起源進行了探索。
印順法師認為，在大乘佛教發展初期所集出的佛經中，如《華嚴經》的最初單行經，就已經有了含蓄的如來藏學說，在《大寶積經》中已經將聖性稱為“常、樂、淨、無我”。
如來藏學說亦可視為，在部派佛教中迦多衍尼子及提婆設摩等性空論者確立了龐大的理論體系之後，始終與之對立而持續演變的心性本淨及類似學說，在大乘佛教時期以大乘經典形式進行的新的明確闡述。
在現代學術研究中，一般認為，自原始佛教就確立的「無我」說，是為了反對《奧義書》傳統中的梵我 ，但各宗派都需要為輪迴做出適當解釋。如來藏學派將「我」釋為如來藏，以區別於古印度傳統的梵我或神我。水野弘元認為，《般若經》或龍樹的《中論》所說的空才是原始佛教「無我」的真義，而如來藏學說是隨順世俗引入佛道的方便說。
《論事》的覺音註釋記載，北道派主張諸法的如性（tathatā）即自性屬無為法，這裡的如性被認為就是真如（bhūta-tathatā），日本佛教學者木村泰賢認為，在佛教部派中，北道派是最早提出真如學說的學派，可能與如來藏思想起源有關。

### 前期
如來藏學派的早期歷史並不明確。學界以文本比較法及漢譯年代考證，一般認為最早出現的如來藏學派經典，為《大雲經》、《大般涅槃經》、《央掘魔羅經》、《如來藏經》、《勝鬘經》、《大法鼓經》、《不增不減經》等。根據高崎直道的研究，這些經典中，最早成書的為《如來藏經》，接下來為《不增不減經》，《勝鬘經》與《寶性論》約為同時，二者早於《楞伽經》。印順法師認為《大雲經》、《如來藏經》、《大般涅槃經》初分五品（即前十卷其與法顯十八品譯本為同本異譯），以及《央掘魔羅經》是較早出現的，接下來則是《勝鬘經》、《不增不減經》等。
因為龍樹著作中未提及如來藏學派的存在與學說，佛教學者一般相信，如來藏學派的興起，應晚於龍樹時代，早於明確引證如來藏的無著、世親。
如來藏學派，最初集出的典籍，多屬於經藏，在理論方面未做總結，《寶性論》的出現，確立了如來藏學派的理論根基，現代佛教研究者以《寶性論》作為如來藏學派立宗的分界點。漢傳佛教相傳，《寶性論》作者為堅慧，年代約在釋迦牟尼入滅後七百年。《寶性論》引用了《勝鬘經》、《如來藏經》等確立宗義，其引用的偈頌有些與唯識派的論書《大乘莊嚴經論》所引用的偈頌是一致的，在本論的註解中更廣泛援引大量佛經，其中包括《阿毗達磨大乘經》、《大集經》、《陀羅尼自在王經》、《大般涅槃經》、《華嚴經》、《金剛經》等。《寶性論》只是以這些經論來證成自身宗義，對於瑜伽行唯識學派的主要宗義，如阿賴耶識等並不重視。《寶性論》沒有引用《楞伽經》中的內容，佛教研究者認為，這代表《寶性論》寫作年代，早於《楞伽經》。

### 中期
早期的如來藏學派經典中，只有對如來藏常住的探討，但未與唯識學派的學說結合。唯識學派的經典，如《解深密經》、《瑜伽師地論》、《大乘莊嚴經論》等經典出現後，與如來藏學派之間有緊密的關連。至《楞伽經》集成後，唯識學派的理論與如來藏理論融合。《楞伽經》將如來藏思想，與唯識思想會通，也與般若學派的一切法空會通。
《楞伽經》實際編成的年代，在佛教研究學界中尚有爭議。但在《楞伽經》中曾引用《勝鬘經》、《大雲經》、《央掘魔羅經》、《大般涅槃經》等，因此它編成的時間應晚於這些經典。呂澂認為，在龍樹、提婆作品中都不曾引用《楞伽經》，直到清辨時才開始引用，推斷《楞伽經》是在提婆之後才出現。印順法師認為，《楞伽經》可能在笈多王朝時代編成，約在西元4世紀到5世紀時，因為無著、世親著作中沒有引用《楞伽經》，但《楞伽經》中的思想多融攝了無著、世親論著中所說，其編成年代可能晚於無著、世親。宇井伯壽、常盤大定等也認為《楞伽經》在世親之後才集成。舟橋尚哉則認為《楞伽經》成立的年代，在世親之前，但近於世親在世時。
無著《大乘阿毘達磨集論》引用了提出“二二數會”的契經，一般作為密教中雙身法出現的最早證據，加上學者認為雙身法是無上瑜伽所有，故而如來藏唯識學派可能晚於無上瑜伽密教。
在《楞伽經》之後，又集成《密嚴經》等。在此時，南印度曾經出現一個以《楞伽經》為主的小型宗派，稱南天竺一乘宗、南宗，或楞伽宗。由求那跋陀羅傳入中國，形成禪宗的前身。

### 後期
在護法與清辯等人“空有”諍論的時代，如來藏學派與唯識派合流，形成唯識古學與今學之爭。在戒賢與智光“性相”諍論時代，如來藏學派也與中觀學派合流，形成了後人所稱順瑜伽行中觀派等派別，後來又引起中觀派中對自性空與他性空之間的爭論。

## 祖師傳說

### 一切眾生樂見童子
在《大雲經》、《大法鼓經》中，皆提到一位出身南印度，名為一切有情樂見童子的人物，可能是如來藏學派早期的重要人物之一。印順法師認為，龍樹的《大智度論》已引述到《大雲經》，《大雲經》集成時間應早於龍樹，並將一切有情樂見童子的在世年代推定為公元1世紀，與馬鳴同時 。在漢譯《大雲經》中說這位“眾生樂見比丘”是大菩薩、大香象王，梵文中“那伽”可指“龍”也可指“象”，這裡的大香象王是對他的盛讚之語，並非他還有名字叫“大香象王”或“龍”。

### 龍樹
魏譯和唐譯《楞伽經·偈頌品》稱龍樹將「往生安樂國」，《大法鼓經》所說世間樂見比丘的事蹟相似並且也「生安樂國」，故後人常將二人等同起來，宋譯《楞伽經》無此偈頌品。藏傳文獻稱《楞伽經》、《大雲經》又記載，這位一切有情樂見童子，又稱為龍比丘，傳統上將他等同於龍樹。印順法師認為，這位龍比丘可能是多羅那他《印度佛教史》記載的南方阿闍黎龍叫。

### 龍叫
多羅那他《印度佛教史》中記載，有阿闍黎龍叫，與提婆同時，或亦為龍樹弟子，在南印度傳播唯識中道義。在西藏傳統，唯識中觀見被等同於順瑜伽中觀派，此派主張如來藏緣起。

### 羅睺羅跋陀羅
漢傳佛教記載提婆有弟子名羅睺羅跋陀羅，他與龍樹和提婆同時代並稱三大士，而受提婆付法
。嘉祥吉藏記載，他以常樂我淨四德來解釋八不中道。這可能是第一位引進如來藏思想進入中觀學派的人，但其詳細學說內容不明，除嘉祥吉藏此段記載外，也沒有其他文獻可供佐證。

### 馬鳴
漢地相傳，馬鳴曾作《大乘起信論》。這本論書，有許多學者相信它是在漢地造的，但也有認為它是在印度所造。宇井伯壽認為造此論的馬鳴，並非作《佛所行讚》的譬喻師馬鳴，其年代晚於龍樹。

### 堅意
北涼道泰譯《入大乘論》中，有與如來藏相關的思想。其作者相傳為堅意，生平記錄不多，宇井伯壽認為其年代早於堅慧。

### 堅慧
漢地相傳，堅慧是《究竟一乘寶性論》和《大乘法界無差別論》的作者，正式全面確立了如來藏派的學說理論。但他的生平不詳。

### 彌勒與無著
西藏傳說，《究竟一乘寶性論》本頌及釋頌為彌勒所作，長行散文為無著所作。

### 世親
真諦譯《佛性論》，作者傳為世親。其思想與《寶性論》相近，日本學者服部正明、武邑尚邦等人，認為此論非世親作品，印順法師也認為《佛性論》可能不是世親所撰。

## 教義

### 戒律
根據初期如來藏系經典的敍述，印順法師認為初期如來藏學派的倡導者，重視嚴持清淨戒律與頭陀行。如來藏學派在戒律上的一個特點，是完全禁絕肉食。《楞伽經》中舉五本經典作為來源，包括《象脅經》、《大雲經》、《大涅槃經》、《央掘魔羅經》與《楞伽經》自己。

### 如來藏緣起
如來藏學派在《楞伽經》、《密嚴經》等中闡述了自己的如來藏緣起學說，也叫真如緣起，即由如來藏之自性清淨心生起一切萬有。如來藏有常住不變之一面，同時也有隨緣起動而變現萬有之一面，先是如來藏之一心，被無始以來之無明惡習所薰習，而成為第八阿賴耶識（藏識），再由藏識現起萬有，如來藏之本性並不毀損，而成為「如來藏為體，藏識為相」之關係。《大乘起信論》將其歸納為心真如門與心生滅門。

### 法身有色
初期如來藏學派，曾提出法身有色的理論，在大乘佛教內引起爭論。法身有色說，認為法身與如來藏是有色的，可以被觀察認識到。

### 融合各宗、重視信仰
平川彰曾稱如來藏學派為「信的宗教」。

## 影響範圍
很多經論論述中並未提及“如來藏”這個名詞，但其中表示終極清淨或染雜根本的概念均被後學認定為等價於如來藏，而後學在傳承舊有經論時又經常自行修飾，導致很多問題無法溯源釐清，後世學者所說大乘空有二分中的有宗，在大部分已經就是如來藏唯識學派。

### 印度佛教
如來藏派學說成立之後，與共存的其他大乘佛教主要教派有著融合或對立:
- 中觀派宗義基本上不採納如來藏，其中，順瑜伽行中觀主張有如來藏，但他們主張如來藏緣起性空，反對如來藏實有。
- 自唯識學派部份論師例如護法，引入《楞伽經》等形成唯識今學和唯識古學分野之後，如來藏學派與唯識學派之間就有了錯綜複雜的關係。
- 密宗經典主張心性本淨，不空三藏做出過如來藏釋義，在見解上與認為如來藏實有的唯識真心派相同。

### 漢傳佛教
自西晉公元3世紀末，如來藏系經典就開始傳譯入漢地。在漢傳大乘佛教中，除了日本僧人所歸結的古三論宗外，各宗派都或多或少的受到如來藏學說的影響：
- 三論宗，嘉祥吉藏曾為《勝鬘經》與《大般涅槃經》作註解。
- 涅槃宗，習學《大般涅槃經》等。
- 地論宗，習學《寶性論》和《大乘起信論》等。
  - 相洲北道派，主張九識說，認為第八識是妄識。
  - 相洲南道派，主張八識說，認為第八識是真識。
- 攝論宗，與相洲北道派合流後受到《大乘起信論》等的影響。
- 天台宗，天台智顗以圓融三諦，取代二諦。
- 禪宗，早期尊奉《楞伽經》後來注重《金刚经》《楞嚴經》等。
- 唐密，其繼承者東密與台密對心性本淨採用如來藏釋義。

### 藏傳佛教
藏傳佛教學者傳統上認為，根據對如來藏的見解，唯識派可分成順真相唯識派，又稱真心派，認為如來藏實有，主張他空見；另一派為順假相唯識派，又稱妄心派，主張如來藏緣起，持自性空見，認為阿賴耶識即是如來藏。
在中觀學派中，藏傳佛教前弘期以順瑜伽行中觀派為主，主要的繼承者為寧瑪派與薩迦派。繼承密宗傳統的藏傳密宗也主張有如來藏。
在12世紀時，出現覺囊派，其傳承來自時輪派，主張如來藏實有的他空見，與格魯派之間產生爭議。在17世紀中葉格魯派掌握政權後遭禁止。

## 學術研究
如來藏學說是漢傳大乘佛教的主流，對其所做的研究和評判很大程度上適用於整體意義上的漢傳佛教傳統教理基礎。

### 否定批判
從1980年代中期以來，日本駒澤大學的袴谷憲昭和松本史朗兩位教授掀起一陣「批判佛教」風潮，認為如來藏思想是「偽佛教」，因為佛教有兩個基本教義──「緣起」和「無我」，而如來藏思想違背這二個佛教之基本教義，帶有強烈的神我思想。松本史朗將如來藏思想稱之為dhātu-vāda（基體論），即是指單一實在的基體（dhātu）生起多元的諸法（dharma），亦可簡稱為「發生論的一元論」或「根源實在論」，而緣起說正是否定基體論。恆清法師則撰文反駁他們的觀點。